# Hydrovatus antennatus
Hydrovatus antennatus är en skalbaggsart som först beskrevs av Peschet 1924.  Hydrovatus antennatus ingår i släktet Hydrovatus och familjen dykare. Inga underarter finns listade i Catalogue of Life.